# ألبين داهل
ألبين داهل (بالسويدية: Albin Dahl)‏ (و. 1900 – 1980 م) هو لاعب كرة قدم، ومدرب كرة قدم، من السويد، شارك في الألعاب الأولمبية الصيفية 1924، والألعاب الأولمبية الصيفية 1920، يلعب كمهاجم، توفي في هلسينغبورغ، عن عمر يناهز 80 عاماً.

## روابط خارجية
- ألبين داهل على موقع الاتحاد الدولي (مؤرشف)  (الإنجليزية)
- ألبين داهل على موقع اتحاد السويد (السويدية)
- ألبين داهل على موقع قاعدة بيانات كرة القدم.إي يو (الإنجليزية)
- ألبين داهل على موقع ناشيونال فوتبول تيمز (الإنجليزية)
- ألبين داهل على موقع عالم كرة القدم.نت (الإنجليزية)
- ألبين داهل على موقع اللجنة الأولمبية الدولية (الإنجليزية)
- ألبين داهل على موقع أوليمبيديا (الإنجليزية)
- ألبين داهل على موقع اللجنة الأولمبية السويدية (السويدية)